# Ловеро
Ло́веро (итал. Lovero) — коммуна в Италии, в провинции Сондрио области Ломбардия.
Население составляет 647 человек (2008 г.), плотность населения составляет 50 чел./км². Занимает площадь 13 км². Почтовый индекс — 23030. Телефонный код — 0342.
Покровителем коммуны почитается святой Александр из Бергамо, празднование 26 августа. 

## Демография
Динамика населения:

## Администрация коммуны
- Официальный сайт: http://www.comune.lovero.so.it/